# Daniel (biskup Winchesteru)
Daniel z Winchesteru (Danihel; ur. w VII wieku; zm. 745) – średniowieczny katolicki biskup Winchesteru.
Po śmierci Heddy w 705 roku diecezja Winchester podzielona została na dwie mniejsze: Dorset, Wiltshire, Somerset i Berhshire utworzyły diecezję Salisbury, której biskupem został Aldhelm, natomiast Hampshire, Surrey i Sussex zostały w diecezji Winchester, na czele której stanął świeżo konsekrowany biskup Daniel, wykształcony w klasztorze w Malmesbury, przez jego założyciela mnicha Maelduba.
Daniel był głównym informatorem Bedy Czcigodnego, jeśli chodzi o historię królestwa Wessex i pobliskiej wyspy Wright; m.in. dostarczył mu informacji na temat podbojów Caedwalli w Jutlandii i Sussex. Za czasów Daniela do diecezji Winchester został przyłączony podbity i nawrócony lud z wyspy Wright. Z kolei w podległym mu dotychczas Sussex, ustanowiono odrębną diecezję, której pierwszym biskupem został Eadbert.
Daniel z Winchesteru znany jest również jako przyjaciel św. Bonifacego. Kiedy św. Bonifacy wyruszył z Rzymu z misją do ludów Germanii, biskup Daniel utrzymywał z nim kontakt korespondencyjny. Zachowały się dwa z jego listów. W jednym z nich Daniel radzi misjonarzowi, by nawracać pogan przez przekonywanie ich w trakcie rozmów, a nie na siłę. Sugerował również, by Bonifacy przedstawiał ludy chrześcijańskie jako obdarzone pomyślnością, w nagrodę za swoją wiarę oraz by przedstawiał chrześcijańską prawdę pogańskim mitom.
W czasie sprawowania pieczy nad diecezją Winchester, Daniel dwukrotnie (w 721 i 731 roku) udawał się z pielgrzymką do Rzymu. Podczas tej drugiej asystował przy konsekracji biskupa Tatwine.
Kiedy w 744 roku Daniel całkowicie stracił wzrok, zrezygnował z funkcji biskupa Winchester i udał się na emeryturę do klasztoru Malmesbury. Jego następcą został Hunfrith.